# 海底2万マイル (アトラクション)
- ディズニーパーク > 東京ディズニーリゾート > 東京ディズニーシー
  - ミステリアスアイランド > 海底2万マイル (アトラクション)
  - 東京ディズニーシーのアトラクション > 海底2万マイル (アトラクション)

海底2万マイル（かいてい2まんマイル、20,000 Leagues Under The Sea）は、東京ディズニーシーにあるアトラクションの一つ。

## 概要
| 海底2万マイル 20,000 Leagues Under the Sea | 海底2万マイル 20,000 Leagues Under the Sea | 海底2万マイル 20,000 Leagues Under the Sea        | 海底2万マイル 20,000 Leagues Under the Sea        |
| ------------------------------------------ | ------------------------------------------ | ------------------------------------------------- | ------------------------------------------------- |
| オープン日                                 | オープン日                                 | 2001年9月4日 (東京ディズニーシーと同時にオープン) | 2001年9月4日 (東京ディズニーシーと同時にオープン) |
| スポンサー                                 | スポンサー                                 | 日本コカ・コーラ                                  | 日本コカ・コーラ                                  |
| 所要時間                                   | 所要時間                                   | 約5分                                             | 約5分                                             |
| 定員                                       | 定員                                       | 6人/艇                                            | 6人/艇                                            |
| 利用制限                                   |                                            | なし                                              | なし                                              |
| ファストパス                               | ファストパス                               |                                                   | 対象外                                            |
| シングルライダー                           | シングルライダー                           |                                                   | 対象外                                            |

このアトラクションはミステリアスアイランドにあり、フランスの小説家ジュール・ベルヌが1870年に発表した小説『海底二万里』（仏：Vingt mille lieues sous les mers）と、この小説を原作として1954年にリチャード・フライシャーによって製作された映画『海底二万哩』(英：20000 Leagues Under the Sea）をモチーフとしている。
ディズニーランドにあるファインディング・ニモ・サブマリン・ヴォヤッジとは違い、ライドは実際に水の中に入らないが、ライドの窓に映る泡や、振動などで実際に水の中にいるような演出がなされている。
これらの原作のタイトルを直訳すると、海底二万リュー (リーグ）となる。しかし小説が翻訳される際、日本ではリューやリーグという単位になじみがないことから『海底六万哩（マイル）』と単位を換算して訳されたが、これと原題とが混同されて『海底二万マイル』という題名で広まってしまった。なお、1マイルは約1.6キロメートル、1リューは4キロメートルである。
2023年7月26日から「40周年記念プライオリティパス」を導入している。

## ストーリー
ゲストはネモ船長が開発した小型潜水艇ネプチューン号に乗り込み、海底の世界を探検するツアーに参加することとなる。この小型潜水艇はネモ船長のいるコントロールベースから遠隔操作および"アクアフォン"の通信装置が搭載されており、それにより安全が確保されていたはずだったが、潜水艇をゆっくり浮上させようとした時に潜水艇防御装置が作動して巨大イカのクラーケンに襲われる。電圧を上げて撃退するも、潜水艇のパワーが急激に低下してメインパワーがオーバーヒットしそうになる。
バックアップに切り替えて潜水艇の位置を特定するが、誰も訪れたことのない未知の世界へ迷い込んでしまった。バックアップのパワーが低下して酸素レベルも危険な状態に陥り、エネルギーの消費を最小限に抑えることにする。ゲストが迷い込んだ先は、何と海底人の暮らす世界だった。彼らは地球の中心に近い場所で、独自の進化を遂げていた。潜水艇は海底人の神秘的な力により押し上げられ、コントロールも回復して正常に戻り無事に基地へ帰還するのだった。

## トリビア
- 窓の上部には、潜行深度と潜水艇内の酸素濃度を示すメーターが取り付けられている。これらは物語の進行と連動しており、ライドから降りるときに酸素濃度のメーターを見ると、残りの酸素がとても少なくなっていることが分かる。
- 2004年3月に、ストーリーや演出の変更、各座席に手元のレバーで操作可能なサーチライトの設置、及び電圧を上げて撃退するなどのリニューアルが施された。また2008年10月のリニューアルでは、順次行われている搭乗ゲートの設置とライドの模様替えなどが行われた。
- 待ち列では映画『海底二万哩』に登場する小道具や、ジェームズ・メイソンが演じたネモ船長の肖像画を見ることが出来る。
- ライド進行方向左側の座席から映画『ファインディング・ニモ』で登場するカクレクマノミのニモを発見することができる。
- またライド進行方向右側からは、隣接するテーマポートマーメイドラグーンのテーマキャラクター、アリエルを2度確認できる。1度目はサーチライトが作動した直後に見える沈没船の彫刻として、2度目は沈没船の額縁の中に発見することができる。
- シングルライダーの対象アトラクションだったが、2011年の8月1日に廃止された。
- 当アトラクションに登場する海底人は原作小説及びモチーフの映画には登場しない当アトラクションオリジナルキャラクターである。